# Anna Emilie von Anhalt-Köthen-Pleß
Anna Emilie von Anhalt-Köthen (* 20. Mai 1770 in Pleß; † 1. Februar 1830 in Fürstenstein) war eine Prinzessin von Anhalt-Köthen und Erbin der Standesherrschaft Pleß.

## Leben
Anna Emilie war die einzige Tochter des Fürsten Friedrich Erdmann von Anhalt-Köthen-Pleß (1731–1797) aus dessen Ehe mit Louise Ferdinande (1744–1784), Tochter des Grafen Henrich Ernst II. zu Stolberg-Wernigerode.
Anna Emilie heiratete am 21. Mai 1791 in Pless Graf Hans Heinrich VI. von Hochberg, Freiherr von Fürstenstein (1768–1833). Nach dem kinderlosen Tod von Anna Emilies Brüdern Ferdinand, Heinrich und Ludwig, fiel Anna Emilies Sohn Hans Heinrich X. von Hochberg die Herrschaft Pless zu. 
Anna Emilie war eine enge Freundin von Charlotte Schleiermacher, einer Schwester des Philosophen Friedrich Schleiermacher und unterstützte diese Familie finanziell.
Sie ist eine der Namensgeberinnen der Grube Drei Annen.

## Nachkommen
Aus ihrer Ehe hatte Anna Emilie folgende Kinder:
- Luise (1804–1851)

⚭ 1827 Graf Eduard von Kleist (1795–1852)
- Hans Heinrich X. (1806–1855), Graf von Hochberg, Fürst von Pleß

⚭ 1832 Ida von Stechow (1811–1843)